# Бактыбай-батыр
Бактыбай-батыр Толесулы (1720, по некоторым источникам 1698—1780) — старший батыр, полководец из рода шекты племени алимулы. В жонгарской войне был надежным соратником хана Абулхаира. Его имя стало боевым кличем воинов. Отличился в сражениях под Буланты и Аныракай. Сына Толе бия.
Погиб в одном из боев. Похоронен на берегу реки Жем на кладбище «Святого Карасакала» - (вблизи аула Акжар Байганинкского района Актобинской области). Однако, по последним исследованиям было установлено, что могила батыра находится в 70 км. от села Дукен, Ыргызского района, на берегу реки Улькаяк. По этим исследованиям, также было установлено, что на берегу реки Улькаяк похоронены его внук Амалдык и правнук Кишкентай. Могила его отца Толеса находится на берегу реки Торгай, а сына Асана - в песках Бактыбайкум в Ыргызском районе.